# Filip Karol de France
Filip Karol de France, książę Andegawenii fr. Philippe Charles, duc d’Anjou (ur. 5 sierpnia 1668 roku na zamku Château de Saint-Germain-en-Laye, zm. 10 lipca 1671 roku w Saint-Germain-en-Laye) – drugi syn Ludwika XIV, króla Francji, przez całe życie noszący tytuł książę Andegawenii.

## Życiorys
Był piątym dzieckiem i drugim synem Ludwika XIV z Marią Teresą Hiszpańską. W momencie jego narodzin żył tylko jego brat Ludwik Burbon (1661–1711), delfin Francji, oraz siostra Maria Teresa (1667–1672). Ludwik Franciszek w momencie narodzin otrzymał tytuł hrabiego Andegawenii, wcześniej przynależący jego wujowi Filipowi (1640–1701), a tradycyjnie młodszemu synowi obecnie panującego monarchy. 24 marca 1669 roku został ochrzczony w paryskim kościele Chapelle des Tuileries à Paris. Chociaż nie planowano, że obejmie tron, gdyż miał starszego brata, i tak dwór wiązał z nim pewne nadzieje. Liczono, że to on odziedziczy niemałą fortunę swojej bezdzietnej kuzynki Anny de Montpensier, córki Gastona, księcia Orleanu i brata Ludwika XIII. Sytuacja skomplikowała się, gdy w 1670 Anna postanowiła powtórnie wyjść za mąż za szlachcica Antoine’a Nompara de Caumont. Ludwik XIV uwięził go aż na 10 lat. Jednak w 1671 roku zaledwie 2-letni Filip Karol zmarł na infekcję, podobnie jak wcześniej jego siostra Anna Elżbieta (1662). Ludwik Franciszek został tradycyjnie dla Burbonów pochowany w bazylice Saint-Denis 12 lipca 1671 roku. Tytuł księcia Andegawenii powrócił do domeny królewskiej, a rok później został nadany kolejnemu synowi Ludwika XIV, Ludwikowi Franciszkowi. Majątek Anny de Montpensier po jej śmierci w 1693 roku przypadł jej najbliższemu dziedzicowi, wujowi Filipa Karola, Filipowi I Orleańskiemu.